# Platygaster tenuicornis
Platygaster tenuicornis är en stekelart som beskrevs av Förster 1861. Platygaster tenuicornis ingår i släktet Platygaster och familjen gallmyggesteklar. Inga underarter finns listade i Catalogue of Life.